# Cooling Castle
Cooling Castle är ett slott i Storbritannien.   Det ligger i kommunen Medway och riksdelen England, i den sydöstra delen av landet, 50 km öster om huvudstaden London. Cooling Castle ligger 6 meter över havet.
Terrängen runt Cooling Castle är platt. Havet är nära Cooling Castle åt nordost. Runt Cooling Castle är det tätbefolkat, med 947 invånare per kvadratkilometer. Närmaste större samhälle är Southend-on-Sea, 16,1 km nordost om Cooling Castle. Trakten runt Cooling Castle består till största delen av jordbruksmark.